# 闽西工农银行
闽西工农银行是闽西苏维埃政府1930年11月7日在龙岩下井巷泉利布店正式营业。旧址于2013年公布为全国重点文物保护单位。银行资本募股20万大洋，分20万股，发动苏区群众踊跃购买股票。

## 历史
1930年9月，闽西第二次工农兵代表大会在龙岩召开。鉴于闽西苏区受敌经济封锁，农产品跌价、工业品涨价，闽西苏维埃政府发布第七号布告，决定成立闽西工农银行，宣布阮山、张涌兵、曹菊如、邓子恢、蓝为仁、赖祖烈、黄维仁等7人为银行委员会委员。阮山为主任委员。行长阮山、会计科长曹菊如、出纳科长陈寄今、营业科长兼秘书赖祖烈。执行中共闽西特委和闽西苏维埃政府规定“调整金融，保存现金，发展社会经济，实行低利借贷”的任务。在银行成立时将四项任务用红漆写在银行门口的四根大柱子上。
1930年12月底，退出龙岩城，随闽西苏维埃政府在永定虎岗、上杭白砂、长汀涂坊等地转了几个地方。1931年8月，红军攻克汀州后，闽西工农银行入城。
闽西工农银行成立后发行了自行印制的一元的主币和一角、二角的辅币，取缔了原来地方农村信用社发行的纸币以及1928年4月陆军49师师长张贞在漳州创办的“民兴股份有限银公司”（又称“民兴银行”）发行的纸币“民兴钞”、十九路军闽西善后委员会1933年7月28日在龙岩县城成立闽西农民银行发行的“闽西农民钞”。
1931年11月，中华苏维埃共和国成立后，毛泽民受命筹建中华苏维埃共和国国家银行，亲到到长汀考察闽西工农银行，调会计科长曹菊如、营业科长赖祖烈任国家银行会计科长、业务科长。毛泽民吸收、照搬了闽西工农银行创办和运营过程中的经验和规章制度。
1932年初中华苏维埃共和国国家银行营业后，闽西工农银行的人员、设备和资金改组为国家银行福建省分行，赖祖烈任行长。由于闽西工农银行是由苏区群众合股所有，所以继续保留闽西工农银行机构，与福建省分行并存，但不再发行票子，也不对外营业。原发行的纸币与国家银行发行的纸币，同流了一个时期，即逐渐收回了。直到1935年春，红军主力长征北上，闽西苏区缩小，整个业务才结束。